# Powells Crossroads
Powells Crossroads és una població dels Estats Units a l'estat de Tennessee. Segons el cens del 2000 tenia 1.286 habitants.

## Demografia
Segons el cens del 2000, Powells Crossroads tenia 1.286 habitants, 485 habitatges, i 392 famílies. La densitat de població era de 113,6 habitants/km².
Dels 485 habitatges en un 36,3% hi vivien nens de menys de 18 anys, en un 66,6% hi vivien parelles casades, en un 12% dones solteres, i en un 19% no eren unitats familiars. En el 17,5% dels habitatges hi vivien persones soles el 8,7% de les quals corresponia a persones de 65 anys o més que vivien soles. El nombre mitjà de persones vivint en cada habitatge era de 2,65 i el nombre mitjà de persones que vivien en cada família era de 2,98.
Per edats la població es repartia de la següent manera: un 26,6% tenia menys de 18 anys, un 8,9% entre 18 i 24, un 30,6% entre 25 i 44, un 24,7% de 45 a 60 i un 9,2% 65 anys o més.
L'edat mediana era de 34 anys. Per cada 100 dones de 18 o més anys hi havia 100 homes.
La renda mediana per habitatge era de 36.650 $ i la renda mediana per família de 42.727 $. Els homes tenien una renda mediana de 33.611 $ mentre que les dones 22.500 $. La renda per capita de la població era de 17.536 $. Entorn del 5,8% de les famílies i el 7,1% de la població estaven per davall del llindar de pobresa.

## Poblacions més properes
El següent diagrama mostra les poblacions més properes.